# Маргуч, Рок
Рок Маргуч (словен. Rok Marguč, род. 25 мая 1986 года, Целе, Югославия) — словенский сноубордист, выступает в параллельном гигантском слаломе, параллельном слаломе, слаломе и сноуборд-кроссе.
- Чемпион мира по сноуборду 2013 в параллельном слаломе;
- Серебряный призёр чемпионата мира по сноуборду 2011 в параллельном гигантском слаломе;
- Бронзовый призёр чемпионата мира по сноуборду 2011 в параллельном слаломе;
- Чемпион Зимней Универсиады 2007 в параллельном гигантском слаломе;
- Призёр этапов Кубка мира по сноуборду;
- Серебряный призёр чемпионата мира среди юниоров 2005 в параллельном гигантском слаломе.

## Выступления на Чемпионатах мира
| Место | Дата           | Место     | Вид                            | Победитель     |
| ----- | -------------- | --------- | ------------------------------ | -------------- |
| 12    | 16 января 2007 | Ароза     | Параллельный гигантский слалом | Рок Фландер    |
| 22    | 17 января 2007 | Ароза     | Параллельный слалом            | Симон Шох      |
| 12    | 21 января 2009 | Канвондо  | Параллельный слалом            | Бенджамин Карл |
| 2     | 19 января 2011 | Ла Молина | Параллельный гигантский слалом | Бенджамин Карл |
| 3     | 21 января 2011 | Ла Молина | Параллельный гигантский слалом | Бенджамин Карл |
| 12    | 25 января 2013 | Стоунхем  | Параллельный гигантский слалом | Бенджамин Карл |
| 1     | 27 января 2013 | Стоунхем  | Параллельный слалом            | -              |